# ピペラード

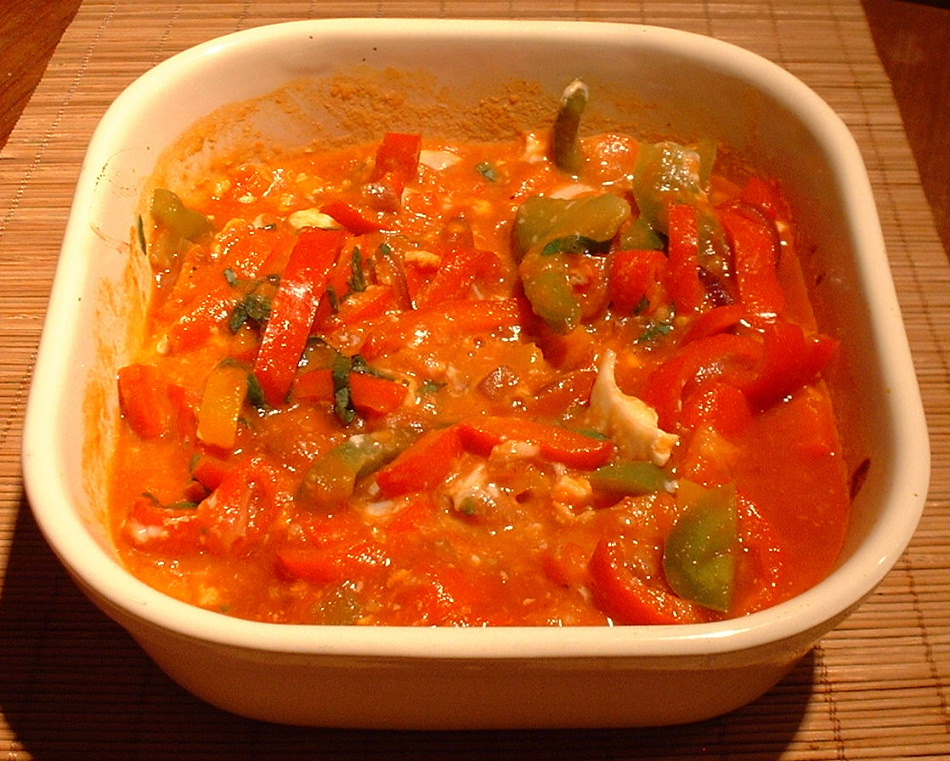
ピペラード

ピペラード（フランス語：piperade）・ピぺラーダ（スペイン語：piperrada）は、ピレネー山脈のバスク地方にみられる伝統的な家庭料理であり、トマト、ピーマン、ニンニクやタマネギをオリーブ油で炒め、エスプレットを加えて煮たものである。
伝統的な食べ方として、しばしば溶き卵を合わせて適度に火を通して固め、フライパンで焼くなどして火を通した生ハム（ジャンボン・ド・バイヨンヌなど）を添えることがある。また、スペインのトルティージャのようにオムレツ状にして食べることもある。
単体で食べたり、ジャガイモのソテーなどにソースのようにしてかけるなどして食される。スクランブルエッグやオムレツの具にしたり、上からかけたりすることもある。羊のチーズの付けあわせとして供されることも多い。
バスク地方のほか、オーヴェルニュ地方など、フランスの南西部ではこれに類する料理が多く見られ、それぞれの地方の名前をつけてピペラードと呼ばれることがある。